# Razbora borneańska
Razbora borneańska (Boraras brigittae) – gatunek słodkowodnej ryby z rodziny karpiowatych (Cyprynidae). Spotykana w hodowlach akwariowych.

## Występowanie
Razbora borneańska prawdopodobnie jest endemitem południowej części Borneo. Występuje w czarnych wodach w bagnistych lasach równikowych.

## Wygląd
Samice (2 cm) tego gatunku mają zaokrąglone brzuchy i jaśniejsze ubarwienie niż samce. Samce (1,5 cm) są mniejsze i bardziej jaskrawo ubarwione.

## Dieta
Boraras brigattae żywią się małymi bezkręgowcami. Zjadają także materię roślinną.

## Warunki w akwarium
| Zalecane warunki w akwarium | Zalecane warunki w akwarium |
| --------------------------- | --------------------------- |
| Zbiornik                    | mały, min. 40 l             |
| Temperatura wody            | 23–28°C                     |
| Twardość wody               | bardzo miękka 0–10°n        |
| Skala pH                    | lekko kwaśna, 5–7           |
| Pokarm                      | roślinny, suchy, żywy       |